# Droit de hot pursuit
 (juillet 2017).
Si vous disposez d'ouvrages ou d'articles de référence ou si vous connaissez des sites web de qualité traitant du thème abordé ici, merci de compléter l'article en donnant les références utiles à sa vérifiabilité et en les liant à la section « Notes et références ».
Pour les articles homonymes, voir Hot pursuit.
Le droit de hot pursuit (mot d'origine anglaise signifiant droit de poursuite à chaud) est une notion juridique qui existe dans le droit interne des États et, de manière contestée, en droit international privé et public.

## En droit interne
Le Droit de hot pursuit est reconnu par le droit interne de nombreux États mais il peut s'exercer selon des modalités propres à chaque droit national. Il permet à une personne - particulier ou membre des forces de l'ordre - de poursuivre ou d'intervenir, sans titre légal, sur la propriété privée d'un tiers afin d'éviter que l'auteur d'une infraction pénale ne s'échappe (répression pénale) ou qu'une personne ne commette un crime ou un délit (prévention). 

## En droit international
Ce droit permettrait aux force de police ou aux forces militaires d'un État de poursuivre en dehors de son territoire (dans les eaux internationales ou sur le territoire d'un autre État) l'auteur d'une infraction au droit international. Pour être légale, cette poursuite doit être immédiate et continue.
La notion de Droit de hot pursuit n'est reconnue que de manière limitée par le Droit international public mais certains États l'invoquent comme faisant partie de la coutume internationale. En réalité, le droit coutumier international ne reconnaît aucun droit de suite. Ce droit de suite n’existe que dans le cadre d’accords passés entre les États intéressés. La hot pursuit contrevient aux règles générales du droit international qui considère, d'une part, que la juridiction d'un État ne peut s'exercer que sur son territoire et qu'il ne peut exercer un acte de coercition en dehors de celui-ci et, d'autre part, que la souveraineté et l'égalité des États s'opposent à ce qu'un État intervienne sur le territoire d'un autre État sans l'autorisation expresse de ce dernier.
La pratique de la hot pursuit a été condamnée dans une série de cas par le Conseil de sécurité de l'ONU :
- Rhodésie du Sud contre Mozambique : résolution 386 du 17 mars 1976 ;
- Afrique du Sud contre Zambie : rés. 300 du 12 octobre 1971 et rés. 393 du 30 juillet 1976 ;
- Afrique du Sud contre Botswana : résolution 569 du 21 juin 1985.

Ce droit est souvent invoqué par les États-Unis (par exemple, pour suivre les talibans afghans qui se réfugient au Pakistan) ou par Israël (par exemple, pour poursuivre dans le sud du Liban les auteurs d'attentats en Israël).
Le droit de hot pursuit est expressément reconnu par certains textes internationaux :
- Convention des Nations unies sur le droit de la mer, aussi appelée convention de Montego Bay : son article 111M prévoit un droit de suite maritime jusqu'en haute mer si elle n'est pas interrompue. Mais son étendue est variable suivant si elle s'exerce dans les eaux internationales ou bien la zone économique exclusive d'un autre État. Elle doit obligatoirement cesser dès qu'est atteinte la mer territoriale d’un autre État ;
- Convention de Schengen.

Il a aussi été reconnu expressément (1983, 1984 et 1987), mais sans traité formel, par l'Irak au profit de la Turquie contre les maquisards kurdes.

## Pour en savoir plus